# Чемпіонат України з легкої атлетики в приміщенні серед юніорів 2020
Чемпіонат України з легкої атлетики в приміщенні серед юніорів 2020 був проведений 3-4 лютого в легкоатлетичному манежі Сумського державного університету.
Медалі були розіграні серед спортсменів у віці до 20 років.
Командний залік змагань виграла збірна Донецької області, другими стали представники Харківщини, третіми — київські атлети.

## Чемпіони
| 60 метрів                     | Андрій Васильєв Запорізька область                                                      | 6,78 PB                              | Євгенія Коновалова Донецька область                                                | 7,63 PB     |
| 200 метрів                    | Кирило Приходько Донецька область                                                       | 21,76 PB                             | Марія Буряк Київська область                                                       | 25,03       |
| 400 метрів                    | Ярослав Голуб Рівненська область                                                        | 49,13 SB                             | Марія Буряк Київська область                                                       | 55,89 PB    |
| 800 метрів                    | Антон Шмаровоз Київ                                                                     | 1.55,97 SB                           | Світлана Жульжик Рівненська область                                                | 2.07,47 PB  |
| 1500 метрів                   | Олександр Гонський Київська область                                                     | 4.00,08                              | Марія Козлюк Рівненська область                                                    | 4.42,07     |
| 3000 метрів                   | Андрій Атаманюк Хмельницька область                                                     | 8.45,55 PB                           | Іванна Кух Волинська область                                                       | 10.13,62 SB |
| 60 метрів з бар'єрами (84 см) |                                                                                         | Ірина Панаріна Київ                  | 8,91                                                                               |             |
| 60 метрів з бар'єрами (99 см) | Дмитро Чермошанський Київ                                                               | 8,20 PB                              |                                                                                    |             |
| 2000 метрів з перешкодами     | Владислав Кавецький Київ                                                                | 6.03,26 PB                           | Катерина Онісімова Дніпропетровська область                                        | 6.52,21 PB  |
| 4×200 метрів                  | Донецька область Олександр Сосновенко Микола Овсянников Данило Журавов Кирило Приходько | 1.29,73                              | Сумська область Анжеліка Рачковська Діана Гончаренко Анна Мельник Катерина Стаднік | 1.43,39     |
| Ходьба 3000 метрів            |                                                                                         | Валерія Шоломіцька Волинська область | 13.53,56                                                                           |             |
| Ходьба 5000 метрів            | Тарас Корецький Волинська область                                                       | 20.48,52 PB                          |                                                                                    |             |
| Стрибки у висоту              | Олег Дорощук Кіровоградська область                                                     | 2,25 PB                              | Олена Жмур Вінницька область                                                       | 1,75 SB     |
| Стрибки з жердиною            | Андрій Дибка Донецька область                                                           | 5,00                                 | Тетяна Гамора Харківська область                                                   | 3,90 PB     |
| Стрибки у довжину             | Андрій Єрещенко Черкаська область                                                       | 7,18 PB                              | Катерина Дмитренко Рівненська область                                              | 5,91 PB     |
| Потрійний стрибок             | Владислав Шепелєв Одеська область                                                       | 15,64 PB                             | Маргарита Бабіцька Черкаська область                                               | 12,84 PB    |
| Штовхання ядра (4 кг)         |                                                                                         | Анастасія Деркач Черкаська область   | 13,96 PB                                                                           |             |
| Штовхання ядра (6 кг)         | Руслан Захарченко Київ                                                                  | 16,60 SB                             |                                                                                    |             |
| П'ятиборство                  |                                                                                         | Анастасія Матузна Харківська область | 3930                                                                               |             |
| Семиборство                   | Володимир Андрощук Львівська область                                                    | 4776                                 |                                                                                    |             |